# 베르진스-델라헤이 방정식
전기화학에서 베르진스-델라헤이 방정식(영어: Berzins-Delahay equation)은 랜드레스-세브식 방정식과 유사하지만, 반응이 전기화학적으로 가역적이고, 반응물이 용해되며, 생성물이 열역학적 활동도 1로 전극에 증착될 때 선형 전위 스캔의 피크 높이({\displaystyle i_{p}})를 예측한다.
{\displaystyle i_{p}=0.6105AC{\sqrt {\frac {(nF)^{3}Dv}{RT}}}}
- {\displaystyle A} = 전극 표면적 (cm2)
- {\displaystyle C} = 반응물의 농도 (mol/cm3)
- {\displaystyle n} = 당량/몰당 교환된 전자의 화학량론적 수
- {\displaystyle F} = 패러데이 상수 (C/당량)
- {\displaystyle D} = 반응물의 확산 계수 (cm2/s)
- {\displaystyle v} = 스캔 속도 (V/s)
- {\displaystyle R} = 기체 상수 (J/molK)
- {\displaystyle T} = 온도 (K)

이 방정식은 핵 생성이라는 복잡한 현상을 고려할 때 매우 단순한 가정하에 도출되었음에도 불구하고, 베르진스-델라헤이 방정식은 종종 {\displaystyle i_{p}}를 잘 예측한다. 이는 핵 생성 과정이 이 시점에서 해결되어 도출의 근본적인 가정이 물리적 현상과 잘 일치하기 때문일 가능성이 높다. 이러한 잘못된 가정에 대한 수정 사항은 이용 가능하다.

## 유도
이 방정식은 다음 지배 방정식과 초기/경계 조건을 사용하여 유도된다.
{\displaystyle {\frac {\partial C}{\partial t}}=-D{\frac {\partial ^{2}C}{\partial x^{2}}}}
{\displaystyle C(x,0)=C^{*}}
{\displaystyle \lim _{x\rightarrow \infty }C(x,t)=C^{*}}
{\displaystyle E=E_{i}+vt=E^{0'}+{\frac {RT}{nF}}\ln \left({\frac {C(0,t)}{C^{0}}}\right)}
- {\displaystyle t} = 시간 (s)
- {\displaystyle x} = 평면 전극으로부터의 거리 (cm)
- {\displaystyle E} = 전극의 전위 (V)
- {\displaystyle E_{i}} = 전극의 초기 전위 (V)
- {\displaystyle E^{0'}} = 반응의 형식 전위 (V)
- {\displaystyle C^{0}} = 1 mol/L 또는 1 mmol/cm3의 기준 농도

## 용도
베르진스-델라헤이 방정식은 주로 가역적인 증착 전기화학 반응에 참여하는 분석 물질의 농도 또는 확산 계수를 측정하는 데 사용된다. 이 방정식의 적용을 검증하기 위해 일반적으로 {\displaystyle i_{p}}와 {\displaystyle {\sqrt {v}}} 사이의 선형 관계와 {\displaystyle v}에 독립적인 피크 전위({\displaystyle E_{p}})를 확인한다. 가라앉는 꼬리가 있는 급격한 환원(음전류)과 빠르게 전류가 0으로 감소하는 큰 산화 피크를 가진 증착 볼타모그램의 특징적인 모양도 반응에 용해성 반응물과 증착된 생성물이 있음을 확인하는 데 필요하다.